# Agelenopsis utahana
Agelenopsis utahana es una especie de araña del género Agelenopsis, familia Agelenidae. Fue descrita científicamente por Chamberlin & Ivie en 1933.
Se distribuye por Canadá y los Estados Unidos. La especie se mantiene activa durante todos los meses del año excepto en marzo.